# Campionati europei di atletica leggera indoor 2023 - Salto in alto femminile
Il concorso del salto in alto femminile ai campionati europei di atletica leggera indoor di Istanbul 2023 si è svolto il 2 e il 5 marzo 2023 presso l'Ataköy Athletics Arena.

## Podio
| Pos.    | Atleta             | Nazionalità |
| ------- | ------------------ | ----------- |
| Oro     | Jaroslava Mahučich | Ucraina     |
| Argento | Britt Weerman      | Paesi Bassi |
| Bronzo  | Kateryna Tabašnyk  | Ucraina     |

## Record
| Record                | Record          | Record | Record                  | Record          |
| --------------------- | --------------- | ------ | ----------------------- | --------------- |
| Record mondiale       | Kajsa Bergqvist | 2,08 m | Arnstadt, Germania      | 4 febbraio 2006 |
| Record europeo        | Kajsa Bergqvist | 2,08 m | Arnstadt, Germania      | 4 febbraio 2006 |
| Record dei campionati | Tia Hellebaut   | 2,05 m | Birmingham, Regno Unito | 3 marzo 2007    |

## Programma
| Data         | Ora   | Turno          |
| ------------ | ----- | -------------- |
| 2 marzo 2023 | 19:05 | Qualificazioni |
| 5 marzo 2023 | 10:20 | Finale         |

## Risultati

### Qualificazioni
Si qualificano alla finale le atlete che raggiungono la misura di 1,94 m (Q) o le migliori 8 (q).
| Pos. | Atleta             | Nazione       | 1,76 m | 1,82 m | 1,87 m | 1,91 m | 1,94 m | Risultato | Note                                     |
| ---- | ------------------ | ------------- | ------ | ------ | ------ | ------ | ------ | --------- | ---------------------------------------- |
| 1    | Julija Levčenko    | Ucraina       | –      | o      | o      | o      |        | 1,91 m    | q                                        |
| 2    | Jaroslava Mahučich | Ucraina       | –      | –      | xx-    | o      |        | 1,91 m    | q                                        |
| 3    | Christina Honsel   | Germania      | o      | o      | o      | xo     |        | 1,91 m    | q                                        |
| 3    | Daniela Stanciu    | Romania       | o      | o      | o      | xo     |        | 1,91 m    | q                                        |
| 3    | Angelina Topić     | Serbia        | o      | o      | o      | xo     |        | 1,91 m    | q                                        |
| 6    | Kateryna Tabašnyk  | Ucraina       | o      | xo     | o      | xo     |        | 1,91 m    | q                                        |
| 6    | Britt Weerman      | Paesi Bassi   | –      | xo     | o      | xo     |        | 1,91 m    | q                                        |
| 8    | Morgan Lake        | Gran Bretagna | –      | o      | o      | xxo    |        | 1,91 m    | q                                        |
| 9    | Solène Gicquel     | Francia       | o      | o      | o      | xxx    |        | 1,87 m    |                                          |
| 10   | Marija Vuković     | Montenegro    | –      | o      | xo     | xxx    |        | 1,87 m    |                                          |
| 11   | Nawal Meniker      | Francia       | o      | xo     | xo     | xxx    |        | 1,87 m    |                                          |
| 12   | Karmen Bruus       | Estonia       | o      | o      | xxo    | xxx    |        | 1,87 m    | Miglior prestazione personale stagionale |
| 13   | Lia Apostolovski   | Slovenia      | o      | o      | xxx    |        |        | 1,82 m    |                                          |
| 13   | Heta Tuuri         | Finlandia     | o      | o      | xxx    |        |        | 1,82 m    |                                          |
| 15   | Urtė Baikštytė     | Lituania      | o      | xo     | xxx    |        |        | 1,82 m    |                                          |
| 15   | Elena Vallortigara | Italia        | o      | xo     | xxx    |        |        | 1,82 m    |                                          |
| -    | Sini Lällä         | Finlandia     |        |        |        |        |        | dns       |                                          |

### Finale[2]
| Pos.    | Atleta             | Nazione       | 1,80 m | 1,86 m | 1,91 m | 1,94 m | 1,96 m | 1,98 m | 2,03 m | Risultato | Note |
| ------- | ------------------ | ------------- | ------ | ------ | ------ | ------ | ------ | ------ | ------ | --------- | ---- |
| Oro     | Jaroslava Mahučich | Ucraina       | –      | –      | o      | o      | o      | o      | xxx    | 1,98 m    |      |
| Argento | Britt Weerman      | Paesi Bassi   | o      | o      | o      | o      | o      | xxx    |        | 1,96 m    | =    |
| Bronzo  | Kateryna Tabašnyk  | Ucraina       | o      | o      | xo     | o      | xxx    |        |        | 1,94 m    |      |
| 4       | Angelina Topić     | Serbia        | o      | xo     | xo     | o      | xxx    |        |        | 1,94 m    | = =  |
| 5       | Julija Levčenko    | Ucraina       | o      | o      | o      | xxo    | xxx    |        |        | 1,94 m    |      |
| 6       | Christina Honsel   | Germania      | o      | o      | o      | xxx    |        |        |        | 1,91 m    |      |
| 7       | Morgan Lake        | Gran Bretagna | –      | o      | xxx    |        |        |        |        | 1,86 m    |      |
| 7       | Daniela Stanciu    | Romania       | o      | o      | xxx    |        |        |        |        | 1,86 m    |      |